# Sonora Santanera
Sonora Santanera, mieux connu sous le nom de La Unica Internacional Sonora Santanera, est un groupe de musique tropicale mexicain.

## Biographie

### Formation et débuts
Le groupe se situe dans la tradition d'une musique tropicale mexicaine et sa popularité provient de son interprétation des rythmes tropicaux notamment du mambo, du cha-cha-cha, de cumbia ainsi que d'autres adaptations de mélodies populaires mexicaines, réécrites dans les années 1950 et au début des années 1960,. Le groupe est formé en 1955 dans la Colonia Valle Gómez, un quartier de la Delegación Venustiano Carranza au nord-est de la ville de Mexico. Le groupe s'appelait tout d'abord Conjunto Blanco y Negro, nom qui a plus tard été changé pour Tropical Santanera.
Le groupe prend ses origines dans la communauté de Barra de Santa Ana, Tabasco. Les premiers membres du groupe furent Juan Bustos, Silvestre Mercado, Andrés Terrones, Armando Espinoza et Sergio Celeda, des camarades de classe qui s'étaient connus à l’école primaire. Sous la direction du trompettiste, Carlos Colorado, compositeur et arrangeur, avec une musique inspirée d'un son cubain de Matanzas, Sonora Matancera, (Sonora = groupe de son cubain et de Matancera = de Matanzas, de Cuba, que le groupe Sonora Santanera a développé son propre style. En 1960. L'homme d’affaires et comédien Jesús « Palillo » Martínez les invite à travailler au légendaire théâtre Folies Bergère, de Mexico. Là, leur carrière a sérieusement débutée. C'est à la suite de cet engagement qu'un contrat d'enregistrement professionnel leur est proposé, le groupe se produit sous le nom de Sonora Santanera. Le groupe cherchait une femme pour faire partie du groupe, en plus du fait que le directeur artistique de la compagnie Columbia Records (aujourd'hui Sony) la recommandait pour faire des enregistrements c'est la jeune chanteuse, âgée de quinze ans Sonia López qui fut choisie en 1961.

### Année de transition (1986)
En 1986, Carlos Colorado est tragiquement tué dans un accident de bus. Le décès du mentor  entraîna une scission du groupe, dont les membres étaient pourtant restés solidaires depuis leurs débuts. Les fidèles se produisirent sous le label Internacional Sonora Santanera, alors que les dissidents se regroupèrent dans l'orchestre qui prit le nom de Los Santaneros.

### Nouveaux succès et divisions internes
Le succès aidant, après l'an 2000 ils furent plagiés par des groupes, qui de plus en plus nombreux, se produisaient sous leur nom. L'orchestre, en 2007 après avoir engagé des poursuites à l'encontre des plagiaires, se fait nommer Sonora Santanera de Carlos Colorado. Toutefois en 2007, un groupe, formé par l'ancien membre Gildardo Zárate, contesta cette appellation, ce qui amena le groupe à modifier à nouveau son nom, d'où le nom actuel, La Única Internacional Sonora Santanera, pour se démarquer.

### Années 2000—2010
Au cours de leur carrière, ils reçoivent de nombreux prix, distinctions et records or et argent et ont beaucoup voyagé aux États-Unis, en Amérique centrale et en Amérique du Sud. Ils ont publié soixante enregistrements, avec leur musique en vedette dans de nombreux films et émissions de télévision. Ils reçoivent des prix tels que Las Lunas del Auditorio et figurent sur un billet de loterie nationale en 2010.
En 2009, le groupe est inclus dans le Salón de la Fama, le panthéon de la musique au Mexique. En octobre 2014, la fille de Carlos Colorado, Norma, annonce le lancement de La Sonora Santanera de Carlos Colorado aux États-Unis et nomme Lorenzo Ginez au poste de dirigeant et directeur général du seul groupe lié à la famille d'origine. Cette même année, le groupe sort un nouvel album, Perfume de Gardenia, qui contient certaines de leurs chansons classiques interprétées par Aracely Arámbula, Niurka, Julio Camejo et Julio Alemán.

## Performances
Ils ont joué avec Xavier « Chabelo » López, Gualberto Castro, Carlos Cuevas, Manoella Torres, Kalimba et Luis de Alba. Ils se sont produits dans de nombreux lieux prestigieux au Mexique et à l'étranger, tels qu'à l'Auditorium National, au Palais de Bellas Artes, au Théâtre San Rafael, au Grand Forum d'Acapulco et au Los Angeles Memorial Sports Arena, dans le quartier de University Park à Los Angeles,,. Il est de tradition que le groupe joue le réveillon du Nouvel An au Gran Cena Baile en d'année au Club Habana à Puebla. En 2011, le groupe se produit avec l'orchestre philharmonique du Costa Rica et il s'est produit pour la première fois au Festival International Cervantino de Guanjuato.

## Style musical
Le groupe se compose de trompettes, basse, piano, percussions et quatre voix principales. Il interprète des styles musicaux tels que le mambo, le cha-cha-cha, le boléro, la cumbia et la merengue. Une grande partie de son répertoire est similaire à celle de l’âge d'or du groupe dans les années 1960. Cela inclut des chansons telles que La Boa, Luces de Nueva York, Escarcha, ¿Dónde estás Yolanda?, Naufragio, En tu pelo, Si supieras et bien d’autres. Le groupe affirme que son succès tient en partie au fait que la musique est « commerciale, facile à assimiler et compréhensible »[réf. nécessaire]. Le groupe a également déclaré que, bien qu'ils aient créé et joué de nouvelles œuvres, le public a tendance à vouloir classiques et ne l'aiment pas si le groupe change de style. Au cours de l'année internationale de l'enfant, ils enregistrent un album de chansons pour enfants de Francisco Gabilondo Soler et un autre d'Antonio Méndez.

## Membres actuels
Le groupe compte douze membres : Antonio Méndez à la trompette, Francisco Méndez à la trompette, Sandro Celada à la percussion (2003), Arturo Ortiz Martínez à la percussion (1973), Rubén Nava à la trompette, Tomás Cruz au chant, Alfredo Pino Cruz à la trompette, Simón Hernández au chant, Alfredo Hernández Mejía à la basse (2001) et José Antonio Torres au piano.
Les membres les plus anciens sont Arturo Ortiz, l'actuel directeur, Sergio Celada et Antonio Méndez. Parmi les huit membres originaux, le groupe a gagné et perdu des membres qui sont partis pour poursuivre d'autres intérêts ou qui sont décédés. Parmi ses anciens membres figurent Carlos Colorado, Sonia López, Armando Espinoza, Juan Bustos, Silvestre Mercado, Antonio Casas Sánchez, Lorenzo Hernández Mejía, Serio Celada, Héctor Fuentes et Jorge Ortiz Martínez, fils d’Arturo Ortiz. Les pertes les plus récentes pour l'orchestre sont celles de Jorge Ortiz, décédé dans un accident d'automobile en 2008 à l'âge de 41 ans, et de Sergio Celada Duarte, décédé en 2010 à l'âge de 70 an. Tony Arellano est le MC du groupe depuis de nombreuses années et est également responsable de la promotion à la radio et à la télévision du groupe.

## Discographie
- 1960 : La Boa
- 1961 : ¡A gozar!
- 1965 : La Guapachosa Sonora Santanera
- 1968 : La Orquesta show De América
- 1968 : La Sonora Santanera y la inspiración de Agustin Lara
- 1969 : La única Sonora Santanera
- 1970 : La Consentida de América Sonora Santanera
- 1973 : Éxitos de Rafael Hernández avec La Sonora Santanera
- 1974 : De pachanga avec La Sonora Santanera
- 1975 : A bailar avec La Sonora Santanera
- 1975 : Mi barrio
- 1979 : La romántica Sonora Santanera
- 1980 : Un especial
- 1981 : El barbarazo
- 1981 : Al ritmo
- 1984 : Con cariño para ti
- 1984 : La Institución de América
- 1985 : Puro merengue
- 1986 : Sonora Santanera presente
- 1987 : Dios si perdona, el tiempo no
- 1991 : Linda navidad avec La Sonora Santanera
- 1992 : Como en los buenos tiempos: Sonora Santanera interpreta a Armando Manzanero
- 1993 : Con un beso
- 1993 : La Sonora Santanera y sus once compositores
- 1993 : Sueño infantil
- 1993 : Luces de Nueva York
- 1993 : Canta Sonia López
- 1993 : Tiburcio trinquetes
- 1993 : Las Mañanitas
- 1993 : Pokar de ases
- 1995 : Dedicado a ti Juan
- 1998 : Vino, mujeres y canto
- 1999 : En vivo
- 2000 : Interpreta a uno de los mejores compositores de México
- 2001 : De todo un poco
- 2002 : Corre cinta grabando éxitos
- 2005 : Grandes leyendas de la música, Vol. 1
- 2005 : Grandes leyendas de la música, Vol. 2
- 2009 : Perfume de gardenias
- 2011 : Excitame por delante y por detrás
- 2013 : La voz bohemia de América: Silvestre Mercado con La Sonora Santanera
- 2013 : Bodas de plata de La Sonora Santanera
- 2013 : Grandes éxitos de las Sonoras con la más grande Sonora Santanera
- 2013 : La Sonora Santanera con La Orquesta Filarmónica de Costa Rica
- 2015 : 60 aniversario en vivo
- 2015 : Felices fiestas avec La Sonora Santanera
- 2016 : En su 60 aniversario
- 2017 : La Fiesta continúa
- 2018 : Mariachi, voces y cuerdas (Concierto En Vivo)